# Lee
Lee è un quartiere di Londra, parte del Borgo londinese di Lewisham e posto nella zona sud-orientale della capitale. Sorge a 12,6 km da Charing Cross.

## Storia
Per un millennio Lee fu una parrocchia del Kent nella diocesi di Rochester. Parte della centena di Blackheath, fu solo con la costituzione del Metropolitan Board of Works che venne coinvolta nelle vicende della capitale, e in questo quadro fu inclusa in un distretto facente capo a Plumstead. Con la riforma amministrativa del 1900 della Contea di Londra, creata undici anni prima, Lee fu aggregata al borgo metropolitano di Lewisham, che a sua volta nel 1965 trovò la sua attuale collocazione nel borgo londinese di Lewisham.